# Trần thuật
Trần/tường thuật hay kể/dẫn chuyện (tiếng Anh: narration) là phương diện cơ bản của phương thức tự sự, là việc giới thiệu, khái quát hóa, thuyết minh, miêu tả đối với nhân vật, sự kiện, hoàn cảnh, sự vật theo cách nhìn của một người trần/tường thuật nhất định. Vai trò của trần thuật rất lớn.
Macxim Gorki vạch rõ: "Trong tiểu thuyết hay truyện, những con người được tác giả miêu tả đều hành động với sự giúp đỡ của  tác giả,  tác giả luôn luôn ở bên cạnh họ, mách cho người đọc biết rõ phải hiểu họ như thế nào, giải thích cho người đọc hiểu những ý nghĩ thầm kín, những động cơ bí ẩn phía sau những hành động của các nhân vật được miêu tả, tô đậm thêm cho tâm trạng họ bằng những đoạn miêu tả thiên nhiên, trình bày hoàn cảnh và nói chung là luôn luôn giật dây cho họ thực hiện những mục đích của mình, điều khiển một cách tự do và nhiều khi rất khéo léo, mặc dù người đọc không nhận thấy, những hành động, những lời lẽ, những việc làm, những mối tương quan của họ.". Như vậy, thành phần của trần thuật không chỉ là lời thuật, chức năng của nó không chỉ là kể việc.
Nó bao hàm cả việc miêu tả đối tượng, phân tích hoàn cảnh, thuật lại tiểu sử, lời bình nhân vật luận, lời trữ tình ngoại đề, lời ghi chú của  tác giả. Hình thức chủ yếu của trần thuật là độc thoại, mặc dù nó có thể có tính chất đối thoại do hấp thu hoặc hướng tới ý thức nhân vật, hoặc người đọc.
Trần thuật gắn liền với toàn bộ công việc bố cục, kết cấu tác phẩm. Tác phẩm dù kể theo trình tự nhân quả, hay liên tưởng, kể nhanh hay chậm, kể ngắt quãng rồi bổ sung, thì trần thuật là cả một hệ thống tổ chức phức tạp nhằm đưa hành động, lời nói nhân vật vào đúng vị trí của nó để người đọc có thể lĩnh hội theo đúng ý định tác giả (mối quan hệ giữa câu chuyện và cốt truyện).
Mối quan hệ giữa thái độ của người kể đối với các sự kiện được kể cũng như với người nghe, người kể ở "trong truyện" hay "ngoài truyện", ở giữa người nghe gần hay cách xa họ lại tạo thành giọng điệu của trần thuật. Bố cục của trần thuật hình thành với sự triển khai cái nhìn, đan cài, phối hợp, luân phiên các điểm nhìn. Có điểm nhìn gần gũi với sự kiện, lại có điểm nhìn cách xa trong không gian và thời gian. Có điểm nhìn ngoài, hoặc nhìn xuyên qua nội tâm nhân vật.
Có cái nhìn nhân vật, sự kiện từ một nền văn hóa khác.
Từ thế kỷ XIX về trước thịnh hành kiểu trần thuật khách quan, do một người trần thuật biết hết sự việc tiến hành theo ngôi thứ ba. Sang thế kỷ XX, ngoài truyền thống ấy, còn có thêm kiểu trần thuật theo ngôi thứ nhất do một nhân vật trong truyện đảm nhiệm. Sư trần thuật có khi biến thành "dòng ý thức", lời độc thoại nội tâm. Sự đổi mới quan điểm trần thuật như vậy đánh dấu ý thức về lập trường, sắc thái, khả năng nhận thức của chủ thể trần thuật, đồng thời cũng thể hiện sự đổi thay bình diện miêu tả, lớp ý nghĩa của hiện thực được phản ánh.
Trần thuật là phương diện cấu trúc của tác phẩm tự sự thể hiện mối quan hệ chủ thể – khách thể trong loại hình nghệ thuật này. Nó đánh dấu sự đổi thay điểm chú ý của ý thức văn học từ hệ thống sự kiện "thắt nút", "mở nút", sang chủ thể thẩm mỹ của tác phẩm tự sự.